# 노량진 호텔
노량진 호텔(영어: Noryangjin Hotel)는 대한민국 서울특별시 동작구 노량진동에 건설할 예정인 호텔이었다. 2021년 6월 구 노량진 수산시장에는 동작구가 운영하는 축구장과 야구장이 생겼다.

## 같이 보기
- 노량진 복합리조트
- 대한민국의 호텔 목록
- 서울특별시의 마천루 목록